# Habseligkeiten

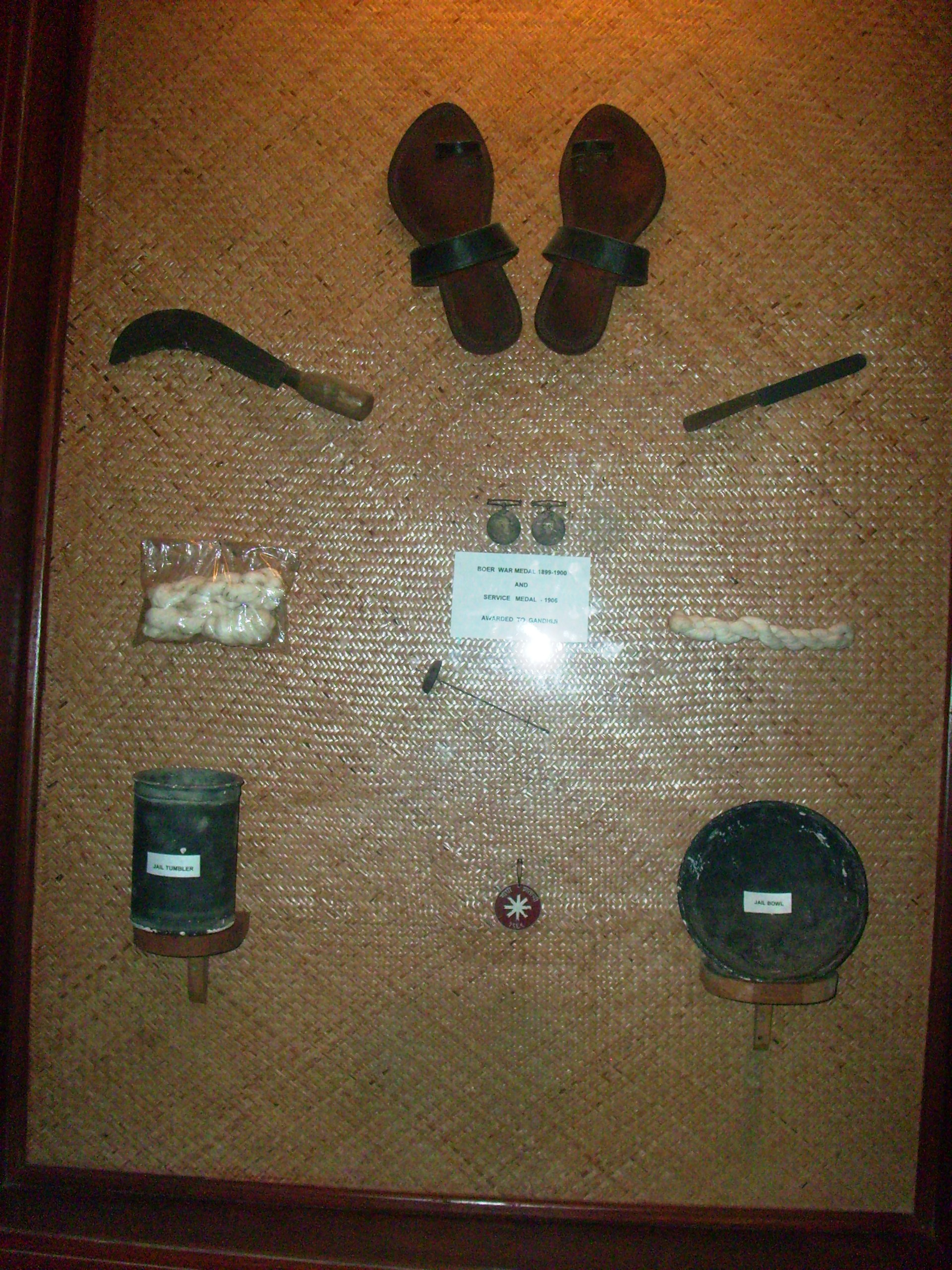
Habseligkeiten Gandhis

Unter Habseligkeiten versteht man den armseligen Besitz einer nahezu mittellosen Person. Insbesondere bezeichnet „Habseligkeiten“ jene letzten Gegenstände, die dem Opfer einer Katastrophe oder einem Flüchtling geblieben sind, oder die Dinge, die ein Opfer in letzter Not retten konnte oder auf die es die Rettung beschränken musste; ebenso die Gegenstände, die Obdachlose mit sich führen.
„Habseligkeiten“ ist am 24. Oktober 2004 in einem vom Deutschen Sprachrat und dem Goethe-Institut initiierten internationalen Wettbewerb zum „schönsten deutschen Wort“ gekürt worden, da der Ausdruck das weltliche Haben mit dem unerreichbaren Ziel des menschlichen Glücksstrebens (Seligkeit, Glückseligkeit) verbinde.
Tatsächlich hat diese Begründung mit der Wortgeschichte nichts zu tun. Denn lexikalisch wie auch wortgeschichtlich sind die „Habseligkeiten“ keine „Hab-seligkeiten“, sondern „Habsel-igkeiten“ bzw. „Habsal-igkeiten“. „Habsal“ bezeichnet die Gesamtheit dessen, was einer besitzt. „Habselig“ ist dabei die Adjektivierung von „Habsal“ und „Habseligkeit“ wiederum eine Substantivierung von „habselig“.
Auf Grund der inkorrekten Herleitung des Wortes wurde von verschiedenen Stellen zum Teil heftige Kritik am Deutschen Sprachrat und an dem von einer Jury in seinem Auftrag ausgewählten „schönsten deutschen Wort“ geübt.